# Schilthornbahn

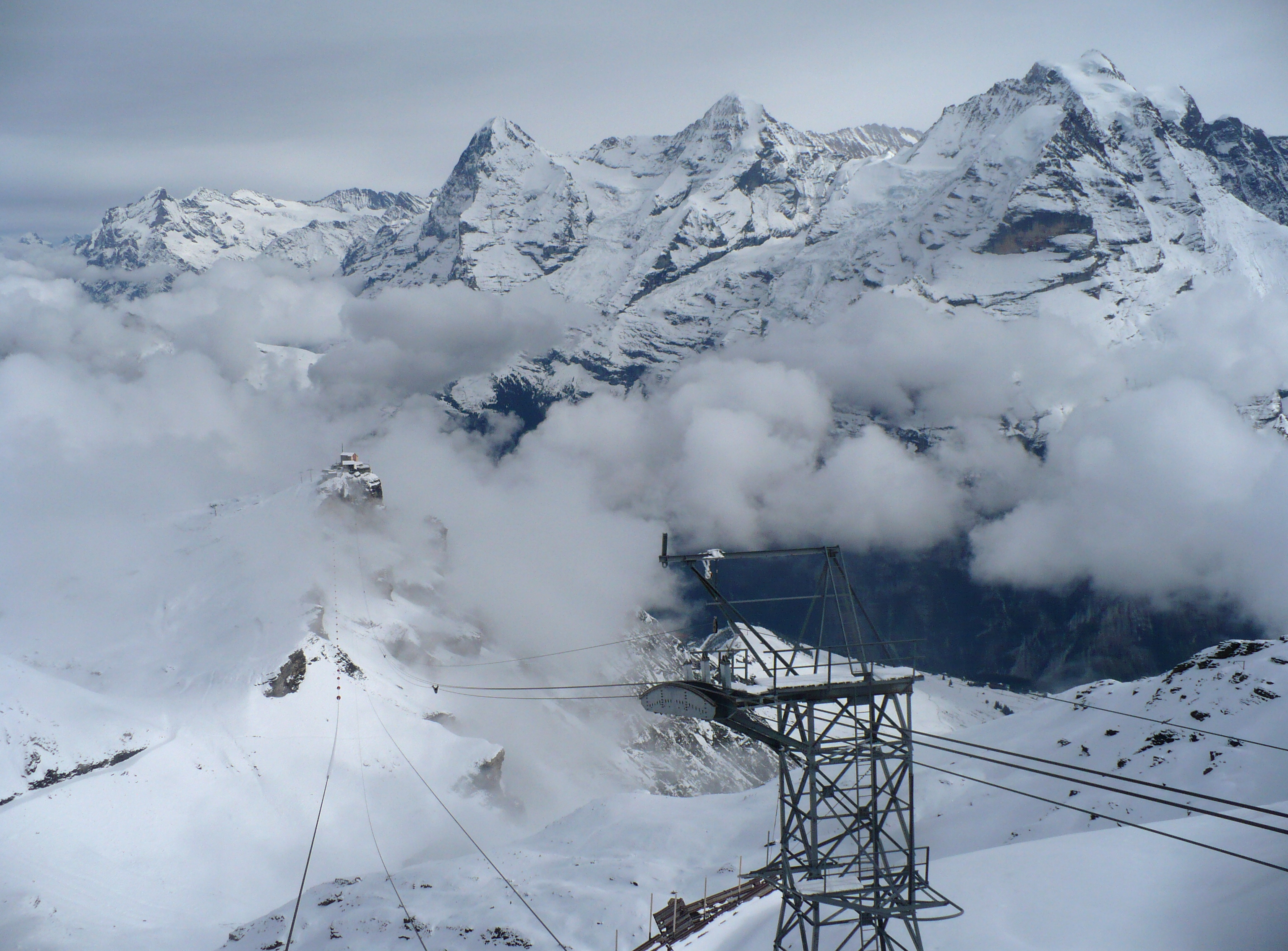
Lanovka na vrchol Schilthorn

Schilthornbahn AG je akciová dopravní společnost, která provozuje lanové dráhy ve Švýcarsku v Bernských Alpách. Název společnosti byl vybrán podle nejvýše položené zastávky společnosti, tj. Schilthorn.
Společnost provozuje celkem 14 lanových drah s celkovou délkou více než 16 km, s celkovým převýšením 5281 m a celkovou přepravní kapacitou 11 300 osob/hod.
Ve správě společnosti jsou dráhy budované v letech 1912–1971. Mimo to, spravuje společnost i vrcholové hotely, restaurace a sjezdovky.

## Dráhy společnosti
| trať z–do                | typ | od roku | rekonstrukce     | délka m | převýšení m | kapacita os./hod. | doba jízdy min. | dolní stanice m n. m. | horní stanice m n. m. |
| Stechelberg – Gimmelwald | PB  | 1965    | 1986, 1995       | 1.188   | 496         | 600               | 4               | 867                   | 1.363                 |
| Gimmelwald – Mürren      | PB  | 1965    | 1986, 1995       | 1.198   | 275         | 600               | 4               | 1.363                 | 1.638                 |
| Mürren – Birg            | PB  | 1965    | 1982, 2003       | 2.780   | 1.039       | 600               | 6,5             | 1.638                 | 2.677                 |
| Birg – Schilthorn        | PB  | 1967    | 1980, 1995, 1997 | 1.766   | 293         | 600               | 4,5             | 2.677                 | 2.970                 |
| Stechelberg – Mürren     | PB  | 1963    | 1987, 2000       | 1.212   | 775         | 200               | 6               | 863                   | 1.638                 |
| Mürren – Allmendhubel    | SSB | 1912    | 1999             | 551     | 258         | 980               | 2,5             | 1.649                 | 1.907                 |
| Gimmeln – Schiltgrat     | SL  | 1969    | –                | 1.109   | 343         | 900               | 6               | 1.791                 | 2.134                 |
| Mürren – Schiltgrat      | SBK | 1937    | 1998             | 1.522   | 507         | 1.200             | 5,5             | 1.620                 | 2.127                 |
| Rigli                    | SBK | 2006    | –                | 1.001   | 309         | 1.200             | 3,2             | 2.367                 | 2.676                 |
| Muttleren                | SBF | 1993    | –                | 563     | 204         | 1.000             | 4               | 2.235                 | 2.439                 |
| Kandahar                 | SBF | 1993    | –                | 1.001   | 245         | 1.000             | 7,2             | 2.194                 | 2.439                 |
| Allmendhubel             | SL  | 1962    | –                | 245     | 49          | 700               | 2               | 1.870                 | 1.919                 |
| Maulerhubel              | SBF | 1952    | 2001             | 519     | 135         | 1.000             | 3,5             | 1.804                 | 1.939                 |
| Winteregg                | SBF | 1971    | 1998             | 1.386   | 352         | 720               | 10              | 1.588                 | 1.940                 |
| celkem                   |     |         |                  | 16.040  | 5.281       | 11.300            |                 |                       |                       |
| Typ: PB SSB SBF SBK SL | Význam: - kyvadlová kabinová - pozemní kyvadlová kabinová - sedačková lanovka s pevným úchytem a pohyblivým kobercem - sedačková lanovka s odnímatelným úchytem - lyžařský vlek |